# Direct Action

Direct Action est un film américain réalisé par Sidney J. Furie en 2004.

## Fiche technique
- Réalisation : Sidney J. Furie
- Scénario : Sidney J. Furie, Greg Mellott
- Production : Gary Howsam
- Durée : 97 minutes
- Genre : Policier

## Distribution
- Dolph Lundgren : Frank Gannon
- Polly Shannon : Billie Ross
- Donald Burda : Bryant
- Rothaford Gray : Ed Grimes
- Conrad Dunn : Captain Stone
- Walter Alza : Espinoza